# جون وودورد (لاعب كرة قدم بريطاني)
جون وودورد (بالإنجليزية: John Woodward)‏ هو لاعب كرة قدم بريطاني، ولد في 16 يناير 1947 في ستوك أون ترينت في المملكة المتحدة. لعب مع أستون فيلا وأوستينده وبورت فايل وستوك سيتي وسكونثورب يونايتد ونادي والسول.